# ㄅㄆㄇ注音歌
〈ㄅㄆㄇ注音歌〉是臺灣YouTuber放火（李育群）的歌曲，分2018年4月14日發佈的版本與同年6月22日發佈的完整版本，兩者均以綫上下載形式發行。放火因時任中華民國立法委員葉宜津於臺南市市長選舉民主進步黨初選電視政見發表會中提出廢除注音符號、改學羅馬拼音的政見而萌生把注音符號寫成歌曲的想法，以使人提高對注音符號的重視程度與喚起大眾對於廢除注音符號的議題的關注，而此歌曲則為該想法的實現。

## 背景與發行
2018年2月26日，時任中華民國立法委員葉宜津於臺南市市長選舉民主進步黨初選電視政見發表會中提出廢除注音符號、改學羅馬拼音的政見，並稱此舉可幫助臺灣學童與國際接軌，隨即引起臺灣網友正反意見熱議。當時，身為網絡紅人的臺灣YouTuber放火出現把注音符號寫成歌曲的想法，於是邀請為聖結石的歌曲〈安儷〉與〈真的不想嘴〉作曲的羅凱合作，實現把注音符號寫成歌曲的想法，並使人提高對注音符號的重視程度與喚起大眾對於廢除注音符號的議題的關注，最後花了約1個月時間，將注音寫成歌曲，並拍攝一段音樂錄像，於當年4月14日於YouTube發佈。同年6月22日，放火推出〈ㄅㄆㄇ注音歌〉的完整版本，並附有全新的音樂錄像，同時於YouTube與KKBOX上架。放火為製作〈ㄅㄆㄇ注音歌〉與其音樂錄像共花費約80萬新臺幣，遠高於其最初預算30萬新臺幣，更因此耗盡自己的所有積蓄，以至於曾需要向自己的父親短暫借款一個月。

## 音樂與歌詞
直接以注音符號作為其歌詞為〈ㄅㄆㄇ注音歌〉的一大特色。歌曲中間穿插饒舌，如「用鍵盤告白有多簡單，跟網婆說安安，ji394su3，台灣的浪漫，改成羅馬拼音要怎麼辦？」等，而在6月22日完整版中，放火更在另一段饒舌將注音符號「倒著唸」（按注音符號的倒序念出）。

## 音樂錄像
4月14日版的音樂錄像中，放火以髮帶將瀏海撩起，並穿著印有「ㄅㄆㄇ」的粉色T恤入鏡。音樂錄像也模擬了放火與虛擬「網婆」的對話，以「ji394su3」的注音輸入法鍵盤位置代表告白「我愛你」。放火亦為拍攝音樂錄像而外出至海邊場景拍攝。放火在4月14日版的音樂錄像中走可愛寵物風，音樂錄像本身則將可愛、酷帥等元素予以融合，使之風格多變，而放火本人亦表示該音樂錄像屬「半精緻的影片」。
6月22日完整版的音樂錄像中，放火則以韓風偶像的形象出現，並化身打手上演動作戲碼。放火的好友小玉、尊兩兄弟共同客串此音樂錄像，而國立清華大學弦樂團、國立交通大學弦樂團、元智大學弦樂團與桃園市立內壢高級中等學校（內壢高中）管樂團亦有共同拍攝，並在音樂錄像中呈現出管弦樂演奏的效果。

## 反響
〈ㄅㄆㄇ注音歌〉的初版在2018年4月14日於YouTube發佈，而完整版則在同年6月22日同時於YouTube與KKBOX上架。完整版發佈後，其YouTube收看次數截至2021年3月接近900萬次。歌曲亦於KKBOX马来西亚地區華語單曲榜週榜單中取得最高第2名的位置，而在2018年的年度榜單中則取得第75名。
〈ㄅㄆㄇ注音歌〉的多變風格使其粉絲感到驚艷，而放火的全新嘗試也獲得網友的普遍好評，並在網絡上引發熱烈討論。其中，部分粉絲留言評論稱歌曲「好聽」，也有部分粉絲留言評論稱音樂錄像中的放火「很帥，韓國oppa（오빠，意為「哥哥」，代指韓風偶像）的感覺」。歌曲的6月22日完整版音樂錄像採用高規格拍攝製作，放火的網友粉絲普遍均評論表示音樂錄像中的放火「帥氣」、「有韓國的感覺」，以及表示音樂錄像「像BTS（防彈少年團）的一樣」。放火在完整版中的一段饒舌將注音符號「倒著唸」（按注音符號的倒序念出）也讓網友感到驚訝。

## 製作名單
以下資料均出自放火 頻道的音樂影片的説明資料。
- 製作人：羅凱
- 作詞：羅凱、李育群
- 作曲：羅凱
- 編曲：羅凱、賴佑政
- 小提琴：蔡曜宇
- 錄音室：
- 錄音／混音：

## 榜單成績
| KKBOX華語單曲榜      | 最高位置 |
| -------------------- | -------- |
| 馬來西亞（週榜單）   | 2        |
| 馬來西亞（年度榜單） | 75       |

## 外部連結
- YouTube上的〈ㄅㄆㄇ注音歌〉